# Andrea Delfin

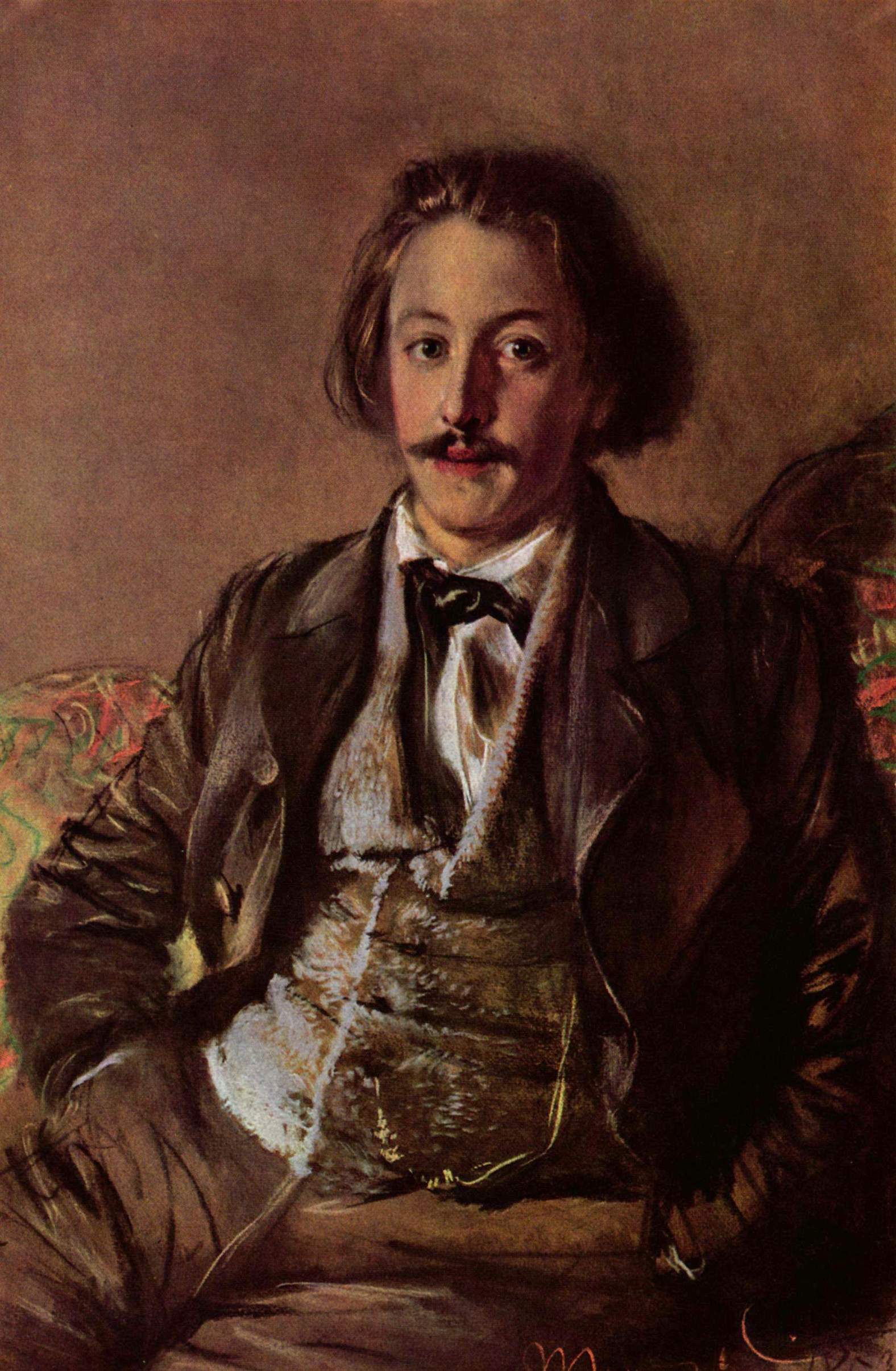
Paul Heyse nel 1853 dipinto da Adolph von Menzel

Andrea Delfin è un romanzo del premio Nobel tedesco per la letteratura Paul Heyse, scritto nel 1859 e pubblicato a Berlino nel 1862.

## Trama
Nell'agosto del 1762 a Venezia: il cappuccino Pietro Maria consegnò a Verona una lettera del cancelliere Andrea Delfin, firmata Candiano, ad Angelo Querini, esule da Venezia. In essa, lo scrivente afferma di voler proseguire e portare a termine il progetto fallito di Querini. Querini aveva dichiarato guerra al sistema giudiziario segreto di Venezia, gli inquisitori di Stato.
Andrea Delfin, membro della famiglia Dolfin, arriva da Brescia con tre pugnali nel bagaglio. Il potenziale assassino incise sulle armi da taglio la scritta "Morte a tutti gli Inquisitori". L'orfano Andrea, discendente di nobili proprietari terrieri provenienti dalla Terraferma, più precisamente dal governatorato veneto del Friuli, giunge nella metropoli lagunare in veste di vendicatore. Perché crede che i governanti della Repubblica siano responsabili della morte di sua sorella e di suo fratello. Il punto di partenza della tribolazione fu una denuncia scritta dei fratelli Delfin contro il governatore della provincia del Friuli.
A Venezia, Andrea affitta una stanza dalla signora Giovanna Danieli, vedova del soffiatore di vetro Orso Danieli. Anche l'Inquisizione ha quest'ultimo sulla coscienza. Dalla finestra della sua stanza, Andrea può facilmente chiacchierare con Smeraldina, la cameriera della contessa Leonora Amidei, dall'altra parte dello stretto vicolo della Cortesia. Smeraldina fa entrare Andrea. Gli è permesso di origliare una conversazione tra la contessa e l'inquisitore di Stato Lorenzo Venier. Il primo dei tre pugnali pone fine alla vita del signor Venier.
L'ebreo Samuele, esperta spia della Signoria, recluta Andrea come informatore. Andrea riceve il suo primo incarico dal Consiglio dei Dieci. Dovrebbe spiare le intenzioni del barone Rosenberg, segretario dell'ambasciata austriaca a Venezia. Questa è una buona cosa. Andrea aveva già incontrato Rosenberg durante un viaggio. La conoscenza diventa amicizia. Andrea riferisce con entusiasmo al Consiglio dei Dieci solo i dettagli già noti sul giovane austriaco. Il barone Rosenberg va e viene dalla casa della contessa Leonora. Il secondo pugnale nella mano di Andreas scivola leggermente sulla biancheria intima di seta del successivo inquisitore di Stato. L'uomo sopravvive, ma la ferita è pericolosa per la vita. Il terzo pugnale è destinato a colpire l'Inquisitore di Stato Ser Malapiero dopo la visita della Contessa Leonora. Nel vicolo buio, Andrea accoltella accidentalmente il suo amico, il barone mascherato Rosenberg.
Andrea Delfin non vuole più vivere: rema su una delle gondole per lasciare Venezia e dirigersi verso il mare, verso il remoto convento dei Cappuccini, confessa il suo errore in una lettera ad Angelo Querini, consegna la lettera al monaco Pietro Maria. Il libro si conclude con il protagonista che si annega in mare aperto.

### Esplicative
1. ↑  Se i cognomi delle famiglie esistono veramente, Paul Heyse inventò tutti gli altri nomi di persona, eccetto per Andrea Dolfin.

### Fonti
1. ↑  (DE) Paul Heyse, L'Arrabbiata / Andrea Delfin: Zwei Erzählungen, BoD – Books on Demand, 15 maggio 2017, ISBN 978-3-8430-2819-6. URL consultato il 6 febbraio 2025.
2. ↑  (DE) Paul Heyse, Andrea Delfin: Eine venezianische Novelle, Null Papier Verlag, 12 dicembre 2024, ISBN 978-3-95418-974-8. URL consultato il 6 febbraio 2025.

| Controllo di autorità | GND (DE) 1232921033 |